# Nova N 176

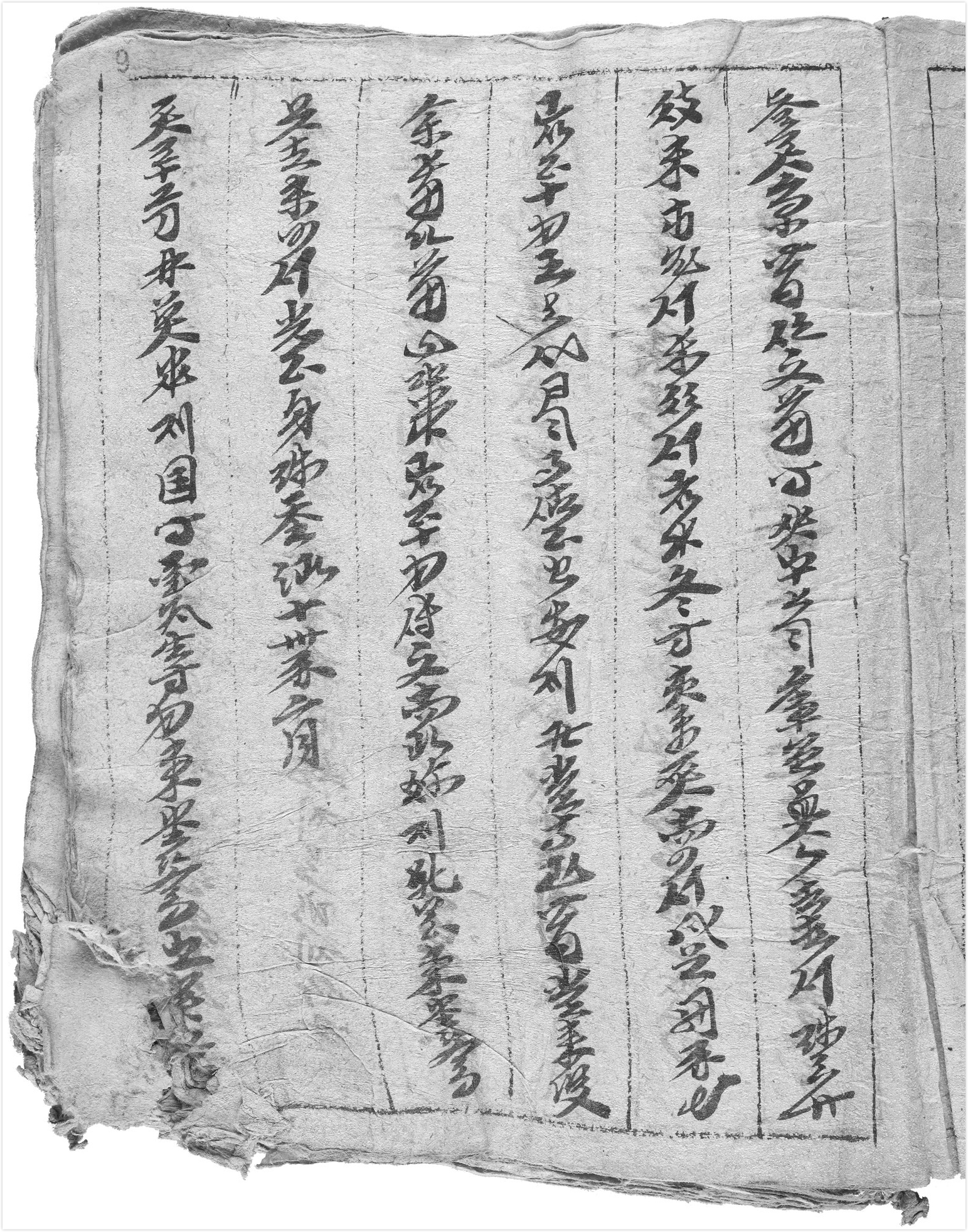
Folio 9 du codex manuscrit Nova N 176.

Nova N 176 est un codex manuscrit non déchiffré conservé à l'Institut des manuscrits orientaux (IMO) de l'Académie des sciences de Russie à Saint-Pétersbourg en Russie. Le manuscrit, de provenance incertaine, a rejoint la collection de l'IMO en 1954. Pendant plus de 50 ans, la langue ou le système d'écriture utilisé dans ce manuscrit ne fut pas identifié avec certitude. Ce n'est qu'en 2010 que Viatcheslav Zaïtsev, chercheur à l'IMO, démontre qu'il est écrit en grands caractères (en), l'un des deux systèmes d'écriture en grande partie non déchiffré utilisé par la langue khitan, utilisé pendant les Xe et XIIe siècles par le peuple khitan, ayant fondé l'empire Liao dans le nord-est de la Chine,.

## Histoire
Le lieu exact de la découverte de ce manuscrit n'est pas connu, mais le Kirghizistan faisait partie de la zone contrôlée par le khanat Kara-Khitan ou Liao de l'Ouest (1124-1218), fondé par les Khitans après le renversement de l'empire Liao par les Jürchen. Ainsi, le chercheur Viatcheslav Zaïtsev suggère que ce livre provienne d'un site des Liao de l'Ouest. L'écriture khitan étant toujours utilisée par les Liao de l'Ouest, le manuscrit peut avoir été écrit à cette période plutôt qu'être une relique de l'empire Liao transportée à l'ouest lors de leur fuite. Zaïtsev mentionne par ailleurs la possibilité que ce codex ait été découvert lors de fouilles menées à Suyab (aujourd'hui Ak-Beshim au Kirghizistan), une ancienne ville de la route de la soie, en 1953-1954.
La première localisation connue du manuscrit est l'Institut de langue, littérature et histoire de la branche kirghize de l'Académie des sciences d'URSS. Le manuscrit est alors envoyé, à une date inconnue (1954 ou plus tôt), à l'Institut des études orientales (IEO) à Moscou pour identification et déchiffrement. En novembre 1954, il est envoyé au département des manuscrits orientaux de l'IEO (plus tard l'Institut des Manuscrits Orientaux) à Leningrad (aujourd'hui Saint-Pétersbourg), où il se trouve toujours.
Le manuscrit est catalogué dans la collection de l'IMO en tant que manuscrit en langue jurchen, conformément à l'avis majoritaire des universitaires ayant pu l'examiner. Malgré l'importance potentielle du manuscrit, il faut attendre 2010 pour qu'une première étude soit publiée, lorsque le chercheur Viatcheslav Zaïtsev présente ses travaux sur la langue et le système d'écriture du manuscrit à la session scientifique annuelle de l'IMO.

## Description
Le manuscrit est conservé dans le fonds Nova des manuscrits chinois de l'IMO (cote N 176, numéro d'inventaire 1055). Il comprend neuf cahiers cousus ensemble, un cahier libre et sept folios libres, pour un total de 63 folios et demi (127 feuilles), accompagnés d'un morceau de tissu arborant des caractères khitans. Le codex est protégé par une reliure en cuir brun, de type islamique, qui pourrait être la reliure originelle.
- Cahier 1: 6 folios (feuilles 1–12).
- Cahier 2: 6 folios (feuilles 13–24).
- Cahier 3: 6 folios (feuilles 25–36).
- Cahier 4: 5 folios (feuilles 37–46).
- Cahier 5: 6 folios (feuilles 47–58).
- Cahier 6: 6 folios (feuilles 59–70).
- Cahier 7: 5 folios (feuilles 71–80).
- Cahier 8: 6 folios (feuilles 81–92).
- Cahier 9: 6 folios (feuilles 93–104).
- Cahier libre : 4 folios et demi (feuilles 105–113). Une feuille est manquante entre les feuilles 112 et 113.
- 7 folios libres (14 feuilles, numérotées séparément).

Chaque page du manuscrit présente six colonnes de texte, chaque colonne comprenant entre 17 et 26 caractères tracés à l'encre d'une écriture manuelle cursive. La grande majorité du manuscrit semble avoir été rédigée par une seule main.

## Contenu
À l'heure actuelle, le sujet précis abordé par le manuscrit est toujours inconnu. Les différences significatives de vocabulaire entre le manuscrit et les inscriptions monumentales connues semblent suggérer une nature différente des épitaphes précédemment retrouvées. L'occurrence élevée des caractères khitans pour « État » et « empereur » soutient l'hypothèse d'une chronique historique ou un document officiel.

## Déchiffrement
La lecture du manuscrit reste un défi important, étant donné que la grande écriture khitan est en grande partie non déchiffrée et que le texte est écrit dans un style cursif unique, ce qui rend difficile l'identification des caractères et leur comparaison avec ceux des inscriptions monumentales. À l'heure actuelle, seuls quelques caractères khitans ponctuels (par exemple, « État » et « empereur »), ainsi que deux courtes sections du texte, correspondant à des inscriptions retrouvées sur des monuments en grande écriture khitan, ont été identifiés et déchiffrés. Selon Zaïtsev, les huit caractères à la fin de la cinquième colonne de la feuille 9 signifient « Chongxi 14e année 2e mois », et les sept caractères au début de la sixième colonne de la même feuille signifient « Grand Central [?] État khitan »,.

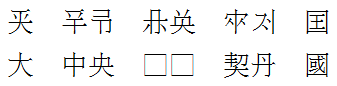
Ligne supérieure : texte khitan signifiant Grand Central [?] Etat Khitan
Ligne inférieure : traduction chinoise correspondante

Les caractères signifiant « Grand Central [?] État khitan » sont identiques à ceux du Mémorial pour la princesse de la commanderie de Yongning (chinois traditionnel : 永寧郡公主) daté de 1087.

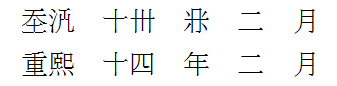
Ligne supérieure : texte khitan signifiant Chongxi 14e année 2e mois
Ligne inférieure : traduction chinoise correspondante

Le nom de l'ère « Chongxi » est attesté dans plusieurs inscriptions sur des monuments en pierre en grande écriture khitan ; la 14e année de l'ère Chongxi correspond à la quinzième année du règne de l'empereur Xingzong de la dynastie Liao, soit 1045, indiquant que la manuscrit ne peut avoir été rédigé avant cette date.

## Importance
Si un corpus relativement important d'inscriptions mémorielles écrites en grande et petite écriture khitan (en) nous est parvenu, on ne connait aucun livre imprimé (quel que soit le système d'écriture), ni aucun glossaire chinois de la langue khitan. Jusqu'à récemment, les seuls exemples de texte khitan n'étant pas inscrits dans la pierre ou des artéfacts mobiles sont cinq caractères de grande écriture rapportés par Wang Yi (王易), un émissaire auprès des Khitans en 1058, reproduits dans un livre de calligraphie écrit par Tao Zongyi (陶宗儀) au milieu du XIVe siècle. En 2002, un petit fragment d'un manuscrit khitan avec sept caractères de grande écriture khitane et gloses interlinéaires en vieil-ouïghur a été identifié dans la collection de l'Académie des sciences de Berlin-Brandebourg. Nova N 176 est ainsi le seul exemple connu d'un texte manuscrit complet écrit en langue khitan (quel que soit le système d'écriture) nous étant parvenu.